# Bettskena

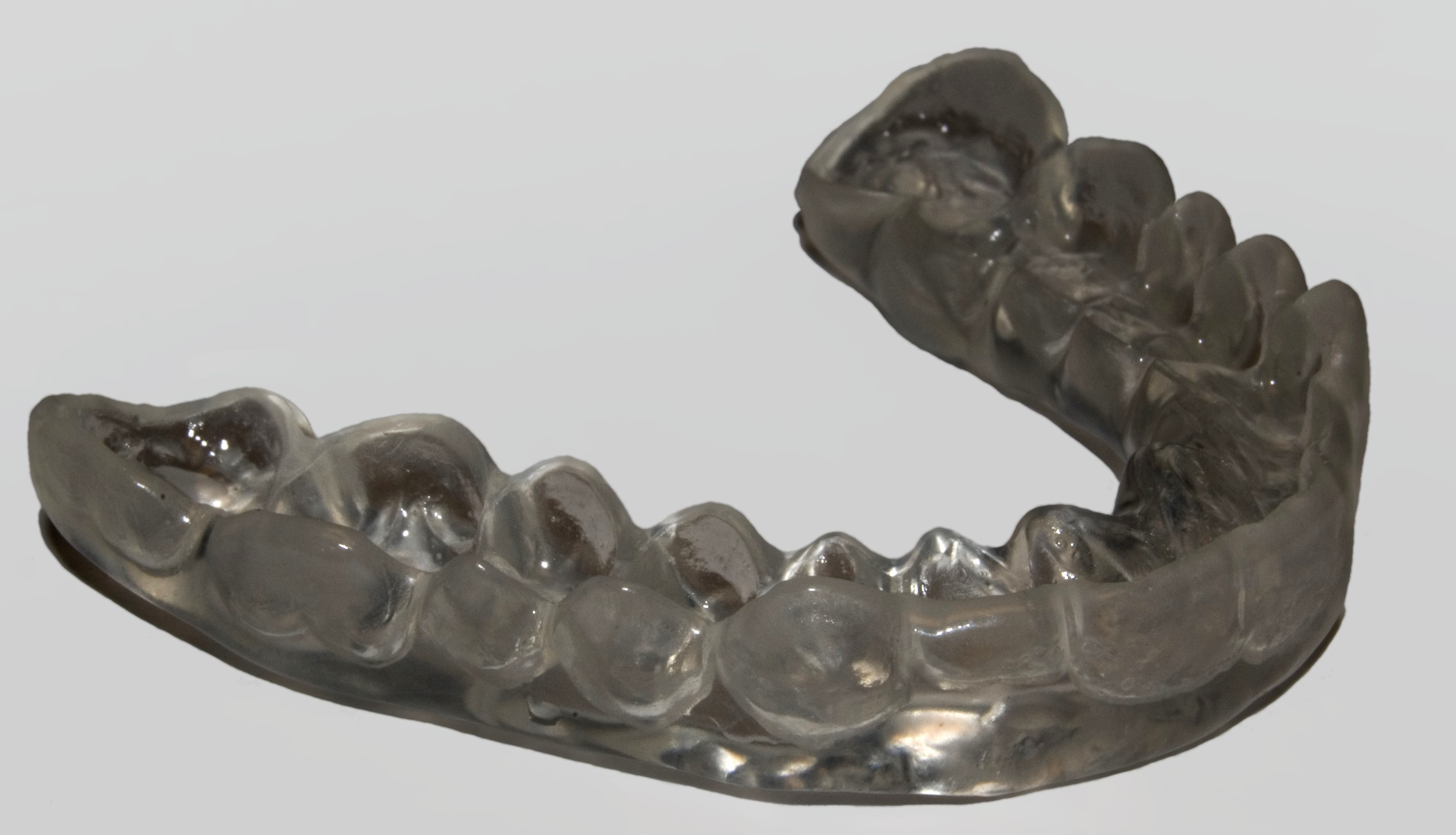
Mjukhård bettskena avsedd för överkäken.

Bettskena är en individanpassad behandling bestående av en skena av mjuk- eller hårdplast som helt eller delvis täcker tandens tuggyta och har till syfte att förhindra och avleda tänderna från att pressa eller gnissla mot varandra. Förutom att minska risken för att tänderna slits eller får ökad rörlighet, kan en bettskena även verka avlastande och häva eller lindra besvär från käkmuskulatur och käkleder. Bettskenan kan dessutom bryta vanemönster vid felaktig muskelaktivitet. Oftast används en bettskena endera i över-käken eller i underkäken, men en kombination av skena i både över- och underkäke förekommer. Bettskenan tillverkas vanligen av plast och oftast av tandtekniker. 

## Användning
Bettskenor används främst vid så kallade ”bettfysiologiska problem” till följd av käkfunktionsstörningar, vilket tidigare brukade betecknas som ”käkleds-besvär”, som huvudsakligen utgörs av olika typer av funktionella störningar i käksystemet. Detta tillstånd, som på engelska kallas TMD (temporomandibular disorders), drabbar 10-15 % av befolkningen och är näst efter tandvärk den vanligaste anledningen till att patienter söker tandläkare för smärttillstånd. 
De vanligaste kliniska symtomen vid dessa funktionsstörningar är olika käkledsljud samt svårighet att gapa. Patienten upplever ofta en ospecifik värk, strålande smärta samt ömhet och trötthetskänsla från en eller båda käklederna och käkens muskler, både i vila och vid rörelse av underkäken. Ett annat mycket vanligt förekommande TMD-symptom är återkommande spänningshuvudvärk. Vanligtvis används en bettskena endast när man sover men i vissa fall måste skenan användas dygnet runt för att ge god behandlingseffekt. 

### Barn och ungdomar
Bland barn och ungdomar är symtom som beror på störningar i käkfunktionen relativt vanligt. Det kan vara huvudvärk och smärta i käkmuskler eller käkleder. Bettskena är en behandling som tandvården erbjuder. Andra metoder är avslappningsträning, rörelseövningar och smärtstillande eller inflammationsdämpande läkemedel.
Tre månaders behandling med stabiliseringsskena i hårdplast kan ha bättre effekt mot smärta och störningar i käkfunktionen hos 12-19-åringar, jämfört med avslappning. Bettskena hos yngre barn är inte tillräckligt studerat för att det ska gå att avgöra om sådan behandling har effekt.

## Olika typer av bettskenor
Det finns flera sorters skenor som används vid olika tillstånd. De som används vid störningar av funktionen i käk- och tuggsystemet indelas i två grupper: Heltäckande skenor och partiella skenor.
Heltäckande skenor täcker tuggytan på alla tänder i en käke och kallas vanligen stabiliseringsskenor. De ger stöd för samtliga tänder i motstående käke, vilket hindrar oönskad tandförflyttning vid långvarigt bruk. Den heltäckande skenan finns i flera utformningar, exempelvis är den mjuka, den mjukhårda och Åkessonskenan alla heltäckande skenor.
Partiella skenor som täcker en del av bettet, förekommer i flera olika varianter, exempelvis molarstödskena, shoreskena och olika avslappningsskenor, till vilka Dessner-skenor, Kois deprogrammer, NTI-skenor, och Relax-skenor räknas. Alla dessa skenor bygger på samma fysiologiska mekanism. 
En NTI-skena, och den senare varianten Relax-skena, är olika handelsnamn på prefabricerade avslappningsskenor. De täcker främre delen av bettet och tillhör följaktligen gruppen partiella bettskenor, vilka använts i Sverige sen 1950-talet. De anbringas på de främre tänderna i över- eller underkäken eftersom det är den del av bettet där det inte är möjligt att bita hårt ihop. Därigenom reduceras väsentligen förutsättningarna för negativa effekter till följd av bruxism. Dessutom minskar både antal och längd av tillfällen med omedveten bruxism, som företrädesvis sker under sömn. Sammantaget innebär det att symtomen vid TMD avtar, eller upphör helt. 
Skentypen beskrevs i den vetenskapliga litteraturen på 1950-talet och har sedan dess använts i konstruktioner med olika form och utsträckning. Den främsta skillnaden mellan dessa bettskenor och de klassiska avslappningsskenorna, dit de bettskenor med kontakt enbart i den främre delen av bettet (s.k. partiell skena) räknas, är att de framställes av en tandläkare direkt invid tandläkarstolen medan de traditionella skenorna måste levereras till ett tandtekniskt laboratorium för att där tillverkas av specialutbildade tandtekniker.   
En grövre typ av bettskena (anti-apnéskena, AAS) används för undvikande av snarkning och sömnapnéer. Dessa bettskenor, som likaledes används nattetid, drar fram underkäken i ett underbett, varvid tungan följer med så att svalget öppnas bättre.
I Sverige gäller Förordningen om statligt tandvårdsstöd (SFS 2008:193) för heltäckande och partiella bettskenor vid följande tillstånd: ”Bettskena i akrylat vid förhöjd risk för bettdysfunktion utförd på bettfysiologiska indikationer”, alltså även fall där funktionsrubbningar kan riskera att uppstå. Tandvårdsstödet omfattar då följande typer av bettskenor: stabiliseringsskena, shoreskena, molarstödsskena, avslappningsskena samt ledortopedisk skena.

### Mjuk skena
En mjuk skena eller resiliens-skena tillverkas av ett mjukblivande material som ger ett visst skydd mot tandskador orsakade av bruxism. Den är bland annat lämplig för växande barn på grund av sin anpassningsförmåga. Dess förmåga att behandla bettfysiologiska problem är begränsad.

### Mjukhård skena
En mjukhård skena består av ett mjukt skikt närmast tänderna och ett hårt yttre skal som kan utformas som en klassisk hård bettskena vilken har kontakt med den motstående käkens samtliga tänder.

### Åkessonskena
Åkessonskenan är handelsnamnet på en vidareutveckling av den klassiska bettskenan. 

### Dexoral-skena
Dexoral-skenan är en skena i mjukplast är en ny variant med så kallad L-splint som kan formas utan besök på tandklinik. Skenan anbringas endast kindtändernas tuggytor och reducerar risken för sprickbildningar vid tandsammanpressning och bruxism. Skenan avlastar käkmuskulaturen och kan verka lindrande vid spänningshuvudvärk.

### Kois deprogrammer
Kois deprogrammer anbringas i överkäken och har en låg och extremt smal påbitningsvall i fronten. Den gör det fysiologiskt omöjligt att bita hårt och frigör bettet från tvingande låsningar som kan ha utvecklats genom tandslitage och tandlagningar. John C. Kois, (D.M.D., M.S.D) utvecklade denna apparat för att diagnostisera bettfel och göra en kontrollerad bettinslipning enklare. Den används under en begränsad tid eftersom risken är stor för oönskade tandförflyttningar vid långvarigt bruk.   